# Polyrhachis aureovestita
Polyrhachis aureovestita är en myrart som beskrevs av Horace Donisthorpe 1937. Polyrhachis aureovestita ingår i släktet Polyrhachis och familjen myror. Inga underarter finns listade i Catalogue of Life.